# Nanjie
Nanjie of Nanjiecun is een dorp in Linying, de provincie Henan, Volksrepubliek China en wordt beschouwd als het laatste maoïstische dorp in China. Het dorp staat onder bestuur van de stad Zhengzhou, die ook dient als de zetel van de provincie. In de 848 huizen van het dorp leven 3180 mensen. Nanjie is een toeristische attractie die jaarlijks door meer dan 400.000 mensen bezocht wordt.
De collectivisatie vond al in het midden van de jaren 80 plaats onder leiding van burgemeester Hong Bin, terwijl de rest van het land werd hervormd naar een markteconomie onder leiding van Deng Xiaoping. Hong gaf de landbezitters de mogelijkheid om hun stuk land aan het dorp te geven en mee te doen aan de collectivisatie, in ruil voor een levenslange voorraad rijst. Deze strategie was succesvol; na tien jaar was al het land eigendom van het dorp.
In Nanjie is het verplicht om te werken. In de industrie werken ongeveer 13.000 mensen, van wie er 2.000 in het dorp wonen. De winsten worden in gelijke mate verdeeld onder alle bewoners. De bewoners ontvangen een kleine contante betaling (tussen de 18 en 25 euro per maand). Daarnaast krijgen ze veel sociale diensten: gratis voedsel, huisvesting, elektriciteit, water, telefoon, kabel-tv, kleding, onderwijs, gezondheidszorg en ouderenzorg. De naleving van de heersende moraal van het dorp wordt nauwlettend gevolgd.